# Извержение вулкана Пинатубо
Извержение вулкана Пинатубо — второе по величине в XX веке вулканическое извержение, после извержения Новарупты в 1912 году на Аляске, произошедшее на Филиппинах 12 июня 1991 года.

## История извержения
2 апреля 1991 года сейсмическая активность началась с серии фреатических взрывов от трещины, которая открылась на северной стороне горы Пинатубо. Установленные сейсмографы отслеживали состояние вулкана, чья активность указывала на скорое землетрясение. В конце мая количество толчков возрастало день ото дня. Начиная с 6 июня, серия мелких землетрясений, сопровождаемых деформацией на восточном спуске горы, спровоцировала выход небольшого лавового купола.
12 июня первое крупное извержение вулкана выбросило столб пепла высотой 19 километров в атмосферу. Дополнительные выбросы произошли ночью 12 и утром 13 июня. Сейсмическая активность в этот период стала сверхинтенсивной. Когда 15 июня насыщенная газом магма достигла поверхности Пинатубо, вулкан выбросил облако пепла и газа высотой 40 километров. Вулканический пепел и пемза накрыли окружающую местность. Огромные пирокластические потоки извергались по склонам Пинатубо, заполняя близлежащие долины вулканическими отложениями толщиной до 200 метров. Извержение высвободило так много магмы и скальных пород, что вершина вулкана рухнула, образовав кальдеру диаметром 2,5 километра.
Выброс пепла от извержения ушёл так далеко в Индийский океан, что спутники отслеживали его распространение по всему миру. По меньшей мере 16 коммерческих самолётов непреднамеренно пролетели через дрейфующие облака пепла, получив ущерба на сумму около 100 миллионов долларов. Пепел создал препятствие для прохождения солнечного света. Вулкан создалы лахары — грязевые потоки, устремившиеся к речным долинам. Несколько лахар прошли через авиабазу Кларк, уничтожая здания и автомобили. Почти все мосты в радиусе 30 километров от горы Пинатубо были уничтожены. Несколько городов в низинах были целиком или частично уничтожены грязевыми потоками.
Дополнительным осложняющий фактором в рассеивании пепла стал проходивший в то же время Тайфун Юнья, направивший пепел к острову Лусон. Объёмы выброшенного в атмосферу пепла оказали столь большое влияние на климат, что понизили глобальные температуры на планете примерно на 0,5 °C на нескольких лет. Более 840 человек были убиты обрушениями крыш под слоями пепла, и в несколько раз больше людей получили ранения.
Дожди в следующие нескольких лет превращали вулканические отложения во вторичные грязные потоки, нанося ущерб мостам, системам ирригации, дорогам, пахотным землям и сохранившимся городским районам после каждого значительного количества осадков. Множество филиппинцев страдало от суммарных последствий извержения, вызванных осадками, гораздо больше, чем от первоначального ущерба, полученного за несколько дней, когда произошло само извержение. Ущерб от извержения в 1991 году оценивался в сумму более 700 миллионов долларов.

## Последствия

### Самолёты

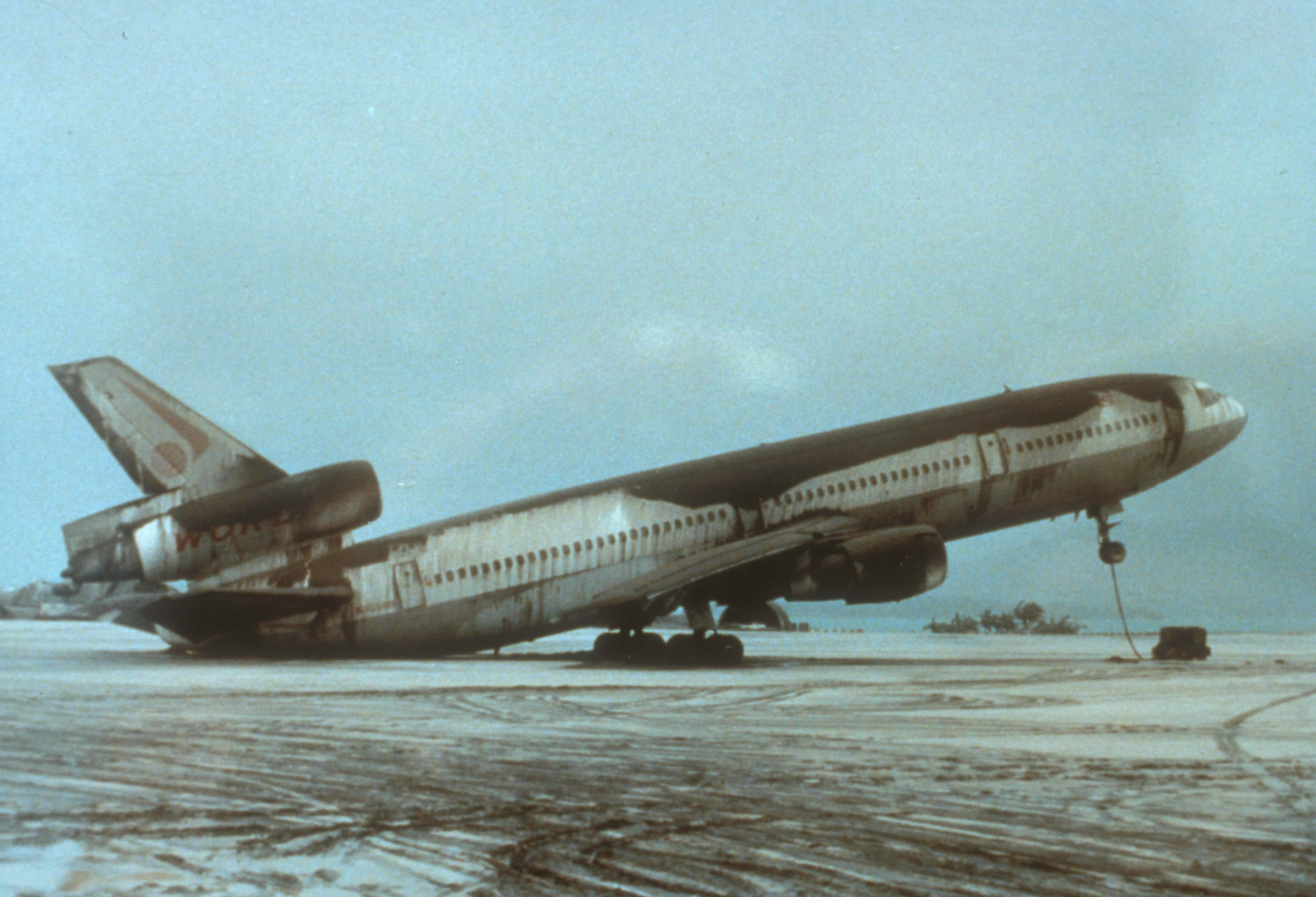
Брошенный McDonnell Douglas DC-10 на Кларк (авиабаза)

По меньшей мере 16 коммерческих самолётов получили повреждения в полете попав в облака пепла 15 июня. Много самолётов на земле также были значительно повреждены. Пепел повредил двигатели самолётов находящихся в воздухе. Десять двигателей были повреждены и заменены, включая все три двигателя одного DC-10. Сообщалось о критических повреждениях самолётов, включая попадание сульфатных отложений в двигатели. Извержение также ударило по флоту Филиппинских военно-воздушных сил. Эскадрилья самолётов «Crusader F-8» находилась под открытом небе на авиабазе Цезарь и понесла невосстанавливаемый ущерб. Большинство зданий базы накрыло толстыми слоями пепла, жители были срочно эвакуированы.